# Kraljev gambit, Adelaide-Wahlsova varianta
Adelaide-Wahlsova varianta je varianta šahovske otvoritve, imenovane sprejeti kraljev gambit. Adelaide-Wahlsova varianta se začne s potezami:
- 1. e4 e5 2. f4 Sc6 3. Sf3 f5